# Mým národům!

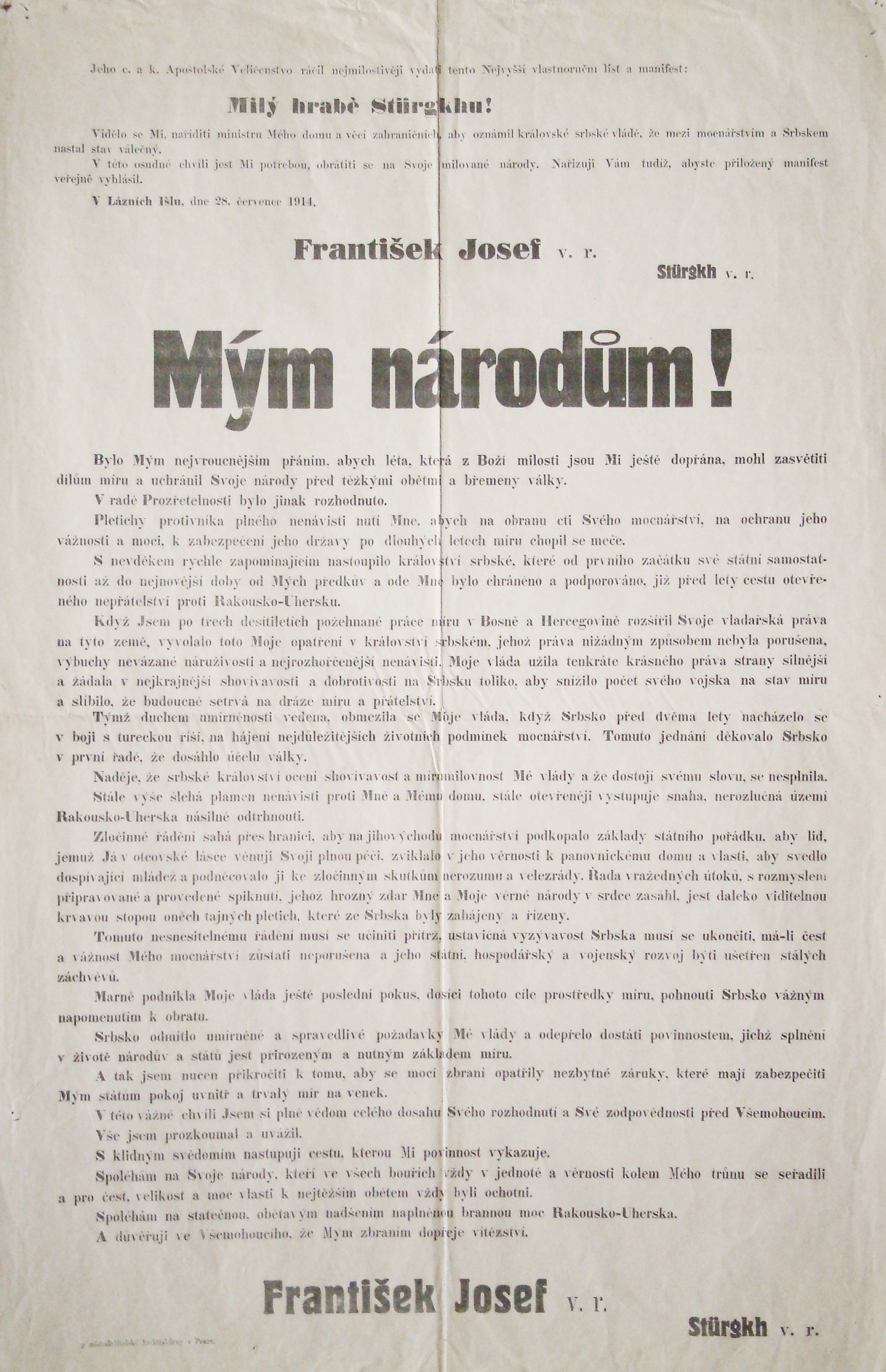
Mým národům!, vyhlášení války Srbsku roku 1914

Mým národům! je manifest vydaný rakouským císařem Františkem Josefem I. v Lázních Išlu dne 28. července 1914. Tímto manifestem vyhlásilo Rakousko-Uhersko válku Srbsku v reakci na atentát v Sarajevu, čímž vypukla první světová válka. Všeobecná mobilizace proběhla již o dva dny dříve.

## Vznik
Hlavní autorský podíl na vytvoření textu měl nejspíš tehdejší úředník tiskového odboru ministerského prezídia ve Vídni Mořic Bloch, česko-německý novinář židovského původu, později zaměstnaný ve službách samostatného Československého státu. Prohlášení samo mělo mimořádnou společenskou důležitost, neboť oznamovalo všem obyvatelům říše vyhlášení válečného stavu, a tedy i povinnost mužů narukovat, a zdůvodňovalo a obhajovalo vstup země do konfliktu. 
Následně bylo uveřejňováno v novinách a masově tištěno a vyvěšováno formou plakátů na veřejných místech. 